# Callocosmeta eupicta
Callocosmeta eupicta är en fjärilsart som beskrevs av László Anthony Gozmány. Callocosmeta eupicta ingår i släktet Callocosmeta och familjen äkta malar. Inga underarter finns listade i Catalogue of Life.